# Rhynchocinetes ikatere
Rhynchocinetes ikatere is een garnalensoort uit de familie van de Rhynchocinetidae. De wetenschappelijke naam van de soort is voor het eerst geldig gepubliceerd in 1971 door Yaldwyn.